# 16.ª etapa da Volta a Espanha de 2017
A 16.ª etapa da Volta a Espanha de 2017 teve lugar a 5 de setembro de 2017 entre Circuito de Navarra e Logroño sobre uma contrarrelógio individual de 40,2 km.

## Classificação da etapa
| \| Classificação por etapas \| Classificação por etapas \| Classificação por etapas \| Classificação por etapas \| Classificação por etapas \| \| Ciclista \| Ciclista \| Equipe \| Tempo \| \| \| ------------------------ \| ------------------------ \| ------------------------ \| ------------------------ \| ------------------------ \| \| 1. \| Chris Froome \| Team Sky \| 47m00s \| \| \| 2. \| Wilco Kelderman \| Team Sunweb \| + 29s \| \| \| 3. \| Vincenzo Nibali \| Bahrain-Merida \| + 57s \| \| \| 4. \| Ilnur Zakarin \| Katusha-Alpecin \| + 59s \| \| \| 5. \| Alberto Contador \| Trek-Segafredo \| + 59s \| \| \| 6. \| Tobias Ludvigsson \| FDJ \| + 1m07s \| \| \| 7. \| Wout Poels \| Team Sky \| + 1m11s \| \| \| 8. \| Lennard Kämna \| Team Sunweb \| + 1m30s \| \| \| 9. \| Daniel Oss \| BMC Racing Team \| + 1m49s \| \| \| 10. \| Alexis Gougeard \| AG2R La Mondiale \| + 1m50s \| \| |                   |                  |         |
| |                   |                  |         |
| Fonte: ProCyclingStats |                   |                  |         |
| Classificação por etapas |                   |                  |         |
| Ciclista | Ciclista          | Equipe           | Tempo   |
| 1. | Chris Froome      | Team Sky         | 47m00s  |
| 2. | Wilco Kelderman   | Team Sunweb      | + 29s   |
| 3. | Vincenzo Nibali   | Bahrain-Merida   | + 57s   |
| 4. | Ilnur Zakarin     | Katusha-Alpecin  | + 59s   |
| 5. | Alberto Contador  | Trek-Segafredo   | + 59s   |
| 6. | Tobias Ludvigsson | FDJ              | + 1m07s |
| 7. | Wout Poels        | Team Sky         | + 1m11s |
| 8. | Lennard Kämna     | Team Sunweb      | + 1m30s |
| 9. | Daniel Oss        | BMC Racing Team  | + 1m49s |
| 10. | Alexis Gougeard   | AG2R La Mondiale | + 1m50s |

## Classificações ao final da etapa

### Classificação geral
| \| Classificação geral \| Classificação geral \| Classificação geral \| Classificação geral \| Classificação geral \| \| Ciclista \| Ciclista \| Equipe \| Tempo \| \| \| ------------------- \| ------------------- \| ------------------- \| ------------------- \| ------------------- \| \| 1. \| Chris Froome \| Team Sky \| 62h53m25s \| \| \| 2. \| Vincenzo Nibali \| Bahrain-Merida \| + 1m58s \| \| \| 3. \| Wilco Kelderman \| Team Sunweb \| + 2m40s \| \| \| 4. \| Ilnur Zakarin \| Katusha-Alpecin \| + 3m07s \| \| \| 5. \| Alberto Contador \| Trek-Segafredo \| + 4m58s \| \| \| 6. \| Miguel Ángel López \| Astana \| + 5m25s \| \| \| 7. \| Fabio Aru \| Astana \| + 6m27s \| \| \| 8. \| Wout Poels \| Team Sky \| + 6m33s \| \| \| 9. \| Esteban Chaves \| Orica-Scott \| + 6m40s \| \| \| 10. \| Michael Woods \| Cannondale-Drapac \| + 7m06s \| \| |                    |                   |           |
| |                    |                   |           |
| Fonte: ProCyclingStats |                    |                   |           |
| Classificação geral |                    |                   |           |
| Ciclista | Ciclista           | Equipe            | Tempo     |
| 1. | Chris Froome       | Team Sky          | 62h53m25s |
| 2. | Vincenzo Nibali    | Bahrain-Merida    | + 1m58s   |
| 3. | Wilco Kelderman    | Team Sunweb       | + 2m40s   |
| 4. | Ilnur Zakarin      | Katusha-Alpecin   | + 3m07s   |
| 5. | Alberto Contador   | Trek-Segafredo    | + 4m58s   |
| 6. | Miguel Ángel López | Astana            | + 5m25s   |
| 7. | Fabio Aru          | Astana            | + 6m27s   |
| 8. | Wout Poels         | Team Sky          | + 6m33s   |
| 9. | Esteban Chaves     | Orica-Scott       | + 6m40s   |
| 10. | Michael Woods      | Cannondale-Drapac | + 7m06s   |

### Classificação por pontos
| Classificação por pontos | Classificação por pontos | Classificação por pontos | Classificação por pontos | Classificação por pontos |
| Ciclista                 | Ciclista                 | Equipe                   | Pontos                   |                          |
| ------------------------ | ------------------------ | ------------------------ | ------------------------ | ------------------------ |
| 1.                       | Chris Froome             | Team Sky                 | 135 pts                  |                          |
| 2.                       | Matteo Trentin           | Quick-Step Floors        | 108 pts                  |                          |
| 3.                       | Vincenzo Nibali          | Bahrain-Merida           | 104 pts                  |                          |
| 4.                       | Wilco Kelderman          | Team Sunweb              | 82 pts                   |                          |
| 5.                       | Miguel Ángel López       | Astana                   | 74 pts                   |                          |
| 6.                       | Ilnur Zakarin            | Katusha-Alpecin          | 67 pts                   |                          |
| 7.                       | Esteban Chaves           | Orica-Scott              | 61 pts                   |                          |
| 8.                       | Alberto Contador         | Trek-Segafredo           | 60 pts                   |                          |
| 9.                       | Paweł Poljański          | Bora-Hansgrohe           | 58 pts                   |                          |
| 10.                      | José Joaquín Rojas       | Movistar Team            | 57 pts                   |                          |

### Classificação por equipas
| Classificação por equipes | Classificação por equipes | Classificação por equipes | Classificação por equipes |
| Equipe                    | Equipe                    | Tempo                     |                           |
| ------------------------- | ------------------------- | ------------------------- | ------------------------- |
| 1.                        | Astana                    | 188h20m35s                |                           |
| 2.                        | Sky                       | + 9m33s                   |                           |
| 3.                        | Movistar Team             | + 33m37s                  |                           |
| 4.                        | UAE Team Emirates         | + 51m40s                  |                           |
| 5.                        | Orica-Scott               | + 1h11m45s                |                           |